# Tyfonen Durian

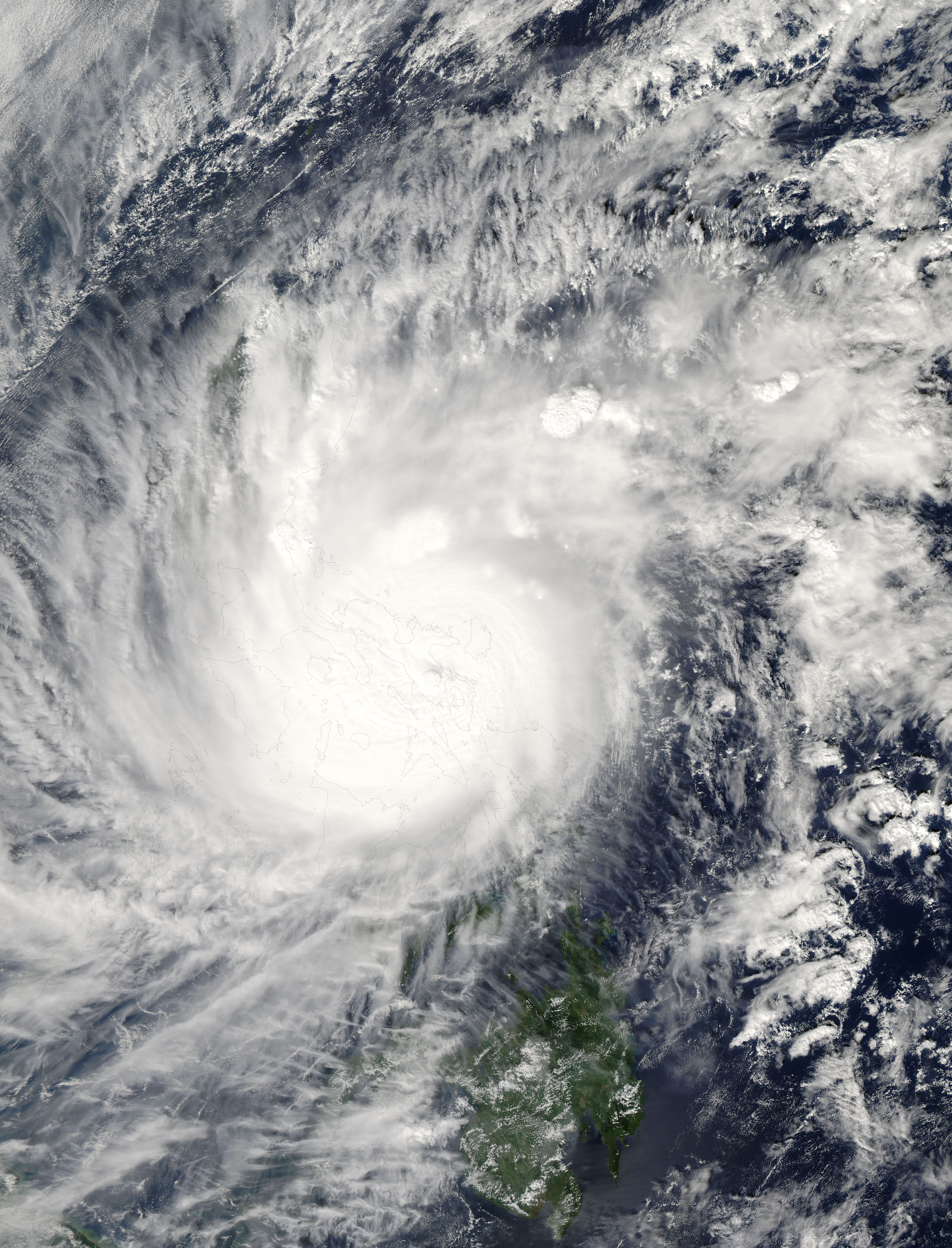
Durian 30 november 2006.

Tyfonen Durian (även kallad Reming) kallas den tyfon som 2006 vållade stor förödelse främst på Filippinerna, där den drog in den 30 november, men även i Vietnam dit den tropiska stormen kom den 5 december. Störst skada skedde i Bikolregionen där många människor begravdes i sten- och lerras från vulkanen Mayon. 543 har rapporterats döda och 740 saknade. I Vietnam dödades minst 47 personer och 49 saknades. Durian är också namnet på en frukt som är speciell för Sydostasien.